# 1589 год в литературе

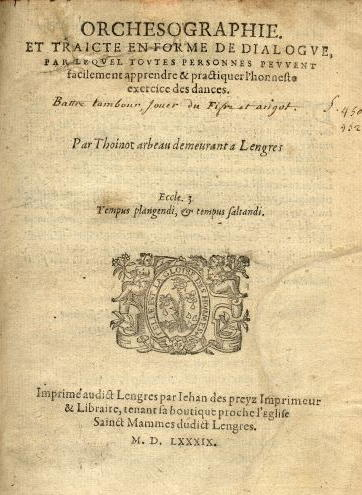
«Орхезография» Туано Арбо, 1589

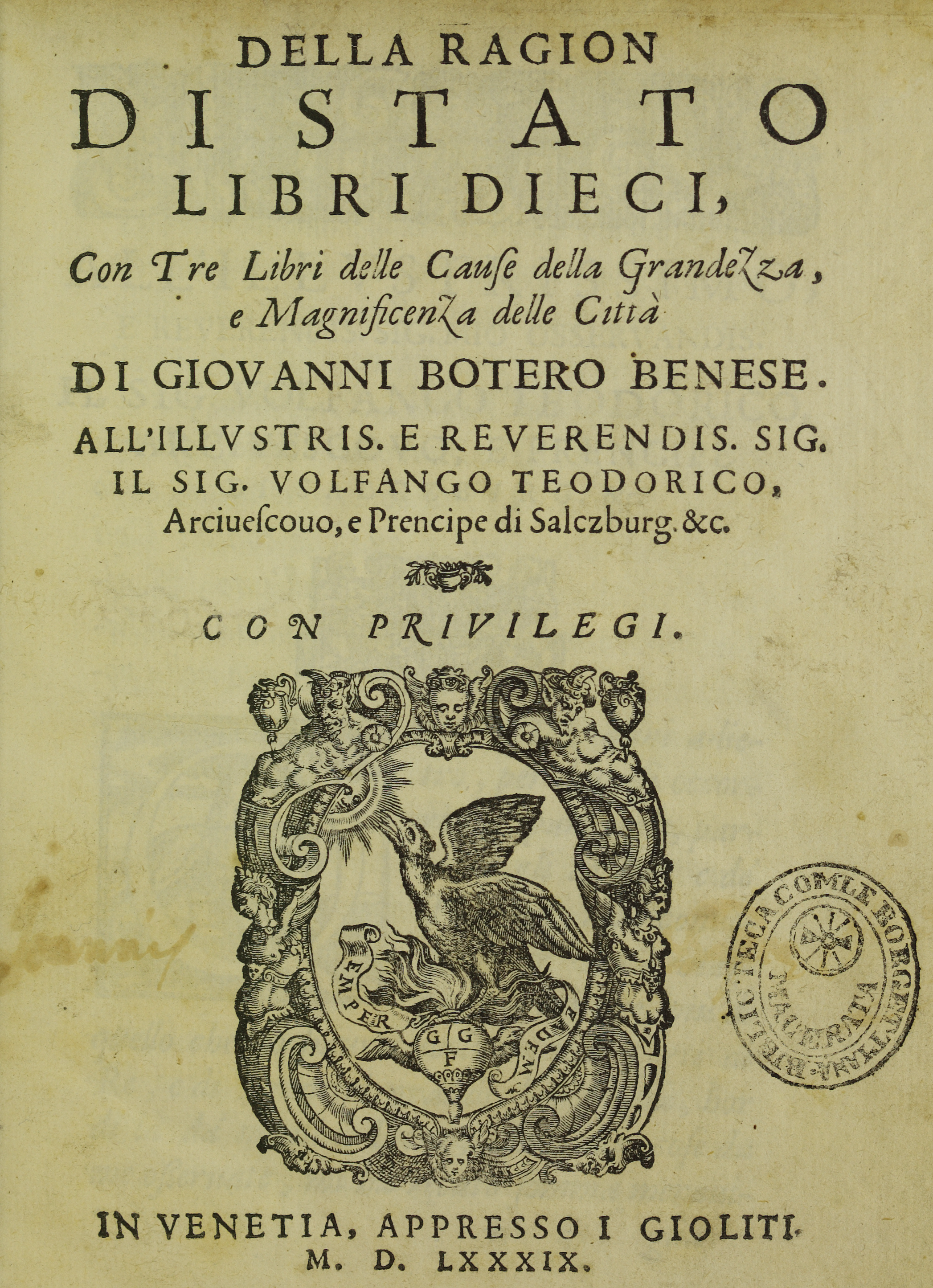
Джованни Ботеро. «Государственное благо» («Della ragion di Stato», 1589)

## Книги
- «Орхезография» Туано Арбо.
- «Государственное благо» («Della ragion di Stato») Джованни Ботеро.
- «Книга путешествий» Ричарда Хаклюйта.
- «Невидимая брань» («Il combattimento spirituale») Лоренцо Скуполи.
- «Араукана» Алонсо де Эрсилья-и-Суньига.

## Пьесы
- «Мальтийский еврей» («The Jew of Malta») Кристофера Марло.
- «Менафон» Роберта Грина.

## Родились
- 9 января — Иван Гундулич, дубровницкий поэт. Причисляется к классикам южнославянской литературы (умер в 1638).
- 5 февраля — Онора Де Бюэй де Ракан, французский поэт (умер в 1670).
- 3 марта — Гисберт Воеций, голландский религиозный деятель, автор богословских трудов (умер в 1676).
- 17 апреля — Мартин Цайлер, немецкий автор-полимат (умер в 1661).
- 28 мая — Роберт Арно д’Андилли, французский поэт, писатель-моралист и переводчик (умер в 1674).
- 28 августа — Иоганн Рутгерс, голландский поэт (умер в 1625).
- Адриан Ван де Венне, нидерландский художник, поэт и писатель автор политических сатир (умер в 1662).
- Хосе де Вильявисиоса, испанский поэт (умер в 1658).
- Антонио де Леон Пинело, испанский колониальный историк (умер в 1660).
- Иштван Гелей Катона, венгерский религиозный писатель (умер в 1649).
- Лазар Ривьер, французский врач и литератор (умер в 1655).
- Жан Сирмон, французский писатель (умер в 1649).
- Теймураз I, кахетинский поэт-лирик (умер в 1663).
- Джованни Баттиста Чамполи, итальянский писатель (умер в 1643).

## Умерли
- 22 марта — Лодовико Гвиччардини, итальянский писатель (родился в 1521).
- 23 марта — Мартин Кромер, польский историк, автор историко-страноведческих трудов (родился в 1512).
- 1 июля — Христофор Плантен, нидерландский издатель и типограф (родился в 1520).
- 31 августа — Юрий Далматин, словенский духовный писатель и переводчик.
- 1 сентября — Педро Малон де Чайде, испанский писатель-мистик (родился в 1530).
- 9 сентября — Педру де Андраде Каминья, португальский поэт.
- 19 сентября — Жан Антуан де Баиф, французский поэт (родился в 1532).
- 15 октября — Джакомо Дзабарелла, итальянский философ, автор философских сочинений (родился в 1533).
- 29 октября — Пётр Кодицилл, чешский писатель (родилась в 1533).
- ноябрь — Лаура Баттиферри, итальянская поэтесса (родилась в 1523).
- Вриндавана Даса, кришнаитский святой, автор «Чайтанья-бхагаваты» — агиографии основоположника традиции гаудия-вайшнавизма Чайтаньи (родился в 1507).
- Павел Кирмезер, словацкий писатель.
- Гийом Руйе, французский гуманист, один из наиболее видных издателей книг в Лионе XVI века, изобрёл формат карманных книг